# جنغل (إيران)
جنغل (بالفارسية: جنگل) هي منطقة سكنية تقع في إيران في Jangal District. يقدر عدد سكانها بـ 6,232 نسمة .